# Liste der meistgebauten Flugzeuge
Die Liste der meistgebauten Flugzeuge führt alle Flugzeugtypen auf, von denen mehr als 5000 Exemplare gefertigt wurden.
| Legende:         |                                                                 |
| Anzahl           | produzierte Stückzahl des Flugzeugs in allen Varianten          |
| Flugzeug         | Name des Flugzeugs                                              |
| Entwurfsland     | Land aus dem der Erst- oder Hauptentwurf des Flugzeugs stammt   |
| Nutzung          | überwiegend zivile oder militärische Nutzung                    |
| Erstflug-Jahr    | Erstflug der Ursprungsversion                                   |
| Art              | Grundidee des Einsatzzwecks und/oder der Konstruktionsvorgabe   |
| Anmerkungen      | zusätzliche Informationen, z. B. weitere Namen in Kursivschrift |
| Hintergrundfarbe | Flugzeug wird noch produziert                                   |

| Anzahl | Flugzeug                      | Entwurfsland                                          | Nutzung     | Erstflug-Jahr | Art                                   | Anmerkungen                     |
| ------ | ----------------------------- | ----------------------------------------------------- | ----------- | ------------- | ------------------------------------- | ------------------------------- |
| 44.000 | Cessna 172                    | Vereinigte Staaten                                    | zivil       | 1955          | Leichtflugzeug                        | Skyhawk                         |
| 40.000 | Polikarpow Po-2               | Sowjetunion                                           | zivil       | 1928          | Leichtflugzeug                        |                                 |
| 37.200 | Piper PA-28                   | Vereinigte Staaten                                    | zivil       | 1960          | Leichtflugzeug                        | Cherokee-Familie                |
| 36.163 | Iljuschin Il-2                | Sowjetunion                                           | militärisch | 1939          | Schlachtflugzeug                      | Schturmowik                     |
| 33.300 | Messerschmitt Bf 109          | Deutsches Reich                                       | militärisch | 1935          | Jagdflugzeug                          | Me 109                          |
| 23.949 | Cessna 150                    | Vereinigte Staaten                                    | zivil       | 1957          | Schulflugzeug                         |                                 |
| 21.864 | Cessna 182                    | Vereinigte Staaten                                    | zivil       | 1956          | Leichtflugzeug                        | Skylane                         |
| 20.351 | Supermarine Spitfire          | Vereinigtes Königreich                                | militärisch | 1936          | Jagdflugzeug                          |                                 |
| 20.057 | Piper J-3                     | Vereinigte Staaten                                    | zivil       | 1938          | Leichtflugzeug                        | Cub                             |
| 19.500 | Focke-Wulf Fw 190             | Deutsches Reich                                       | militärisch | 1939          | Jagdflugzeug                          | Würger                          |
| 18.482 | Consolidated B-24             | Vereinigte Staaten                                    | militärisch | 1939          | Bomber                                | Liberator                       |
| 18.000 | Antonow An-2                  | Sowjetunion                                           | zivil       | 1947          | Mehrzweckflugzeug                     |                                 |
| 18.000 | Mikojan-Gurewitsch MiG-15     | Sowjetunion                                           | militärisch | 1947          | Jagdflugzeug                          |                                 |
| 17.000 | Beechcraft Bonanza            | Vereinigte Staaten                                    | zivil       | 1945          | Leichtflugzeug                        |                                 |
| 16.769 | Jakowlew Jak-9                | Sowjetunion                                           | militärisch | 1942          | Jagdflugzeug                          |                                 |
| 16.079 | Douglas DC-3*                 | Vereinigte Staaten                                    | zivil       | 1935          | Verkehrsflugzeug, Transportflugzeug   | C-47, Dakota *                  |
| 15.858 | North American P-51           | Vereinigte Staaten                                    | militärisch | 1940          | Jagdflugzeug                          | Mustang                         |
| 15.686 | Republic P-47                 | Vereinigte Staaten                                    | militärisch | 1941          | Jagdbomber                            | Thunderbolt                     |
| 15.495 | North American T-6            | Vereinigte Staaten                                    | militärisch | 1938          | Schulflugzeug                         | Texan, Harvard                  |
| 14.882 | Junkers Ju 88                 | Deutsches Reich                                       | militärisch | 1936          | Bomber                                |                                 |
| 14.533 | Hawker Hurricane              | Vereinigtes Königreich                                | militärisch | 1935          | Jagdflugzeug                          |                                 |
| 13.900 | Waco CG-4A                    | Vereinigte Staaten                                    | militärisch | 1942          | Gleitflugzeug, Lastensegler           |                                 |
| 13.738 | Curtiss P-40                  | Vereinigte Staaten                                    | militärisch | 1938          | Jagdflugzeug                          | Warhawk                         |
| 13.000 | Chotia Weedhopper             | Vereinigte Staaten                                    | zivil       | 1977          | Ultraleichtflugzeug                   |                                 |
| 12.731 | Boeing B-17                   | Vereinigte Staaten                                    | militärisch | 1935          | Bomber                                | Flying Fortress                 |
| 12.571 | Vought F4U                    | Vereinigte Staaten                                    | militärisch | 1940          | Jagdflugzeug, Jagdbomber              | Corsair                         |
| 12.275 | Grumman F6F                   | Vereinigte Staaten                                    | militärisch | 1942          | Jagdflugzeug                          | Hellcat                         |
| 11.727 | Boeing 737                    | Vereinigte Staaten                                    | zivil       | 1967          | Verkehrsflugzeug                      |                                 |
| 11.537 | Vultee BT-13                  | Vereinigte Staaten                                    | militärisch | 1939          | Schulflugzeug                         | Valiant                         |
| 11.461 | Vickers Wellington            | Vereinigtes Königreich                                | militärisch | 1936          | Bomber                                | Wimpy                           |
| 11.426 | Petljakow Pe-2                | Sowjetunion                                           | militärisch | 1939          | Bomber                                |                                 |
| 11.283 | Mitsubishi A6M                | Japan                                                 | militärisch | 1939          | Jagdflugzeug                          | Zero                            |
| 11.263 | Airbus A320                   | Deutschland Frankreich Spanien Vereinigtes Königreich | zivil       | 1987          | Verkehrsflugzeug                      | Airbus-A320-Familie             |
| 11.000 | Avro Anson                    | Vereinigtes Königreich                                | zivil       | 1935          | Verkehrsflugzeug, Schulflugzeug       |                                 |
| 10.824 | Mikojan-Gurewitsch MiG-17     | Sowjetunion                                           | militärisch | 1950          | Jagdflugzeug                          |                                 |
| 10.610 | Piper PA-20                   | Vereinigte Staaten                                    | zivil       | 1949          | Leichtflugzeug                        | Pacer                           |
| 10.352 | Mikojan-Gurewitsch MiG-21     | Sowjetunion                                           | militärisch | 1956          | Jagdflugzeug                          |                                 |
| 10.326 | Piper PA-18                   | Vereinigte Staaten                                    | zivil       | 1949          | Leichtflugzeug, Schulflugzeug         | Super Cub                       |
| 10.037 | Lockheed P-38                 | Vereinigte Staaten                                    | militärisch | 1939          | Jagdflugzeug                          | Lightning                       |
| 10.000 | Lawotschkin La-5              | Sowjetunion                                           | militärisch | 1941          | Jagdflugzeug                          |                                 |
| 10.000 | Aeronca 7 Champion            | Vereinigte Staaten                                    | zivil       | 1944          | Leichtflugzeug                        | Champ                           |
| 9.984  | North American B-25           | Vereinigte Staaten                                    | militärisch | 1940          | Bomber                                | Mitchell                        |
| 9.860  | North American F-86           | Vereinigte Staaten                                    | militärisch | 1947          | Jagdflugzeug                          | Sabre                           |
| 9.836  | Grumman TBF                   | Vereinigte Staaten                                    | militärisch | 1942          | Torpedobomber                         | Avenger                         |
| 9.584  | Bell P-39                     | Vereinigte Staaten                                    | militärisch | 1938          | Jagdflugzeug                          | Airacobra                       |
| 9.240  | Cessna 210                    | Vereinigte Staaten                                    | zivil       | 1957          | Leichtflugzeug                        | Centurion                       |
| 9.170  | SG 38                         | Deutsches Reich                                       | zivil       | 1938          | Gleitflugzeug, Schulgleiter           |                                 |
| 9.000  | Beechcraft Model 18           | Vereinigte Staaten                                    | zivil       | 1937          | Leichtflugzeug                        | Twin Beech                      |
| 9.000  | Jakowlew Jak-18               | Sowjetunion                                           | zivil       | 1946          | Leichtflugzeug, Schulflugzeug         |                                 |
| 9.000  | Avro 504                      | Vereinigtes Königreich                                | militärisch | 1913          | Schulflugzeug, Mehrzweckkampfflugzeug |                                 |
| 8.721  | Jakowlew Jak-1                | Sowjetunion                                           | militärisch | 1940          | Jagdflugzeug                          |                                 |
| 8.643  | Polikarpow I-16               | Sowjetunion                                           | militärisch | 1933          | Jagdflugzeug                          |                                 |
| 8.584  | Boeing-Stearman               | Vereinigte Staaten                                    | militärisch | 1934          | Schulflugzeug, Agrarflugzeug          | PT-13, PT-17                    |
| 8.472  | SPAD S.XIII                   | Frankreich                                            | militärisch | 1917          | Jagdflugzeug                          |                                 |
| 8.000  | La Mouette Atlas              | Frankreich                                            | zivil       | 1979          | Gleitflugzeug, Hängegleiter           |                                 |
| 7.800  | Cessna 206                    | Vereinigte Staaten                                    | zivil       | 1962          | Leichtflugzeug                        |                                 |
| 7.800  | Breguet 14                    | Frankreich                                            | militärisch | 1916          | Bomber                                |                                 |
| 7.800  | Piper PA-32                   | Vereinigte Staaten                                    | zivil       | 1963          | Leichtflugzeug                        |                                 |
| 7.781  | de Havilland DH.98 Mosquito   | Vereinigtes Königreich                                | militärisch | 1940          | Jagdbomber                            |                                 |
| 7.722  | Grumman F4F                   | Vereinigte Staaten                                    | militärisch | 1937          | Jagdflugzeug                          | Wildcat                         |
| 7.664  | Cessna 140                    | Vereinigte Staaten                                    | zivil       | 1946          | Leichtflugzeug                        |                                 |
| 7.603  | Heinkel He 111                | Deutsches Reich                                       | militärisch | 1935          | Bomber                                |                                 |
| 7.584  | Cessna 152                    | Vereinigte Staaten                                    | zivil       | 1977          | Schulflugzeug                         |                                 |
| 7.524  | Republic F-84                 | Vereinigte Staaten                                    | militärisch | 1946          | Jagdbomber                            | Thunderjet                      |
| 7.478  | Douglas A-20                  | Vereinigte Staaten                                    | militärisch | 1938          | Bomber                                | Havoc, Boston                   |
| 7.377  | Avro Lancaster                | Vereinigtes Königreich                                | militärisch | 1941          | Bomber                                |                                 |
| 7.140  | Curtiss SB2C                  | Vereinigte Staaten                                    | militärisch | 1940          | Bomber                                | Helldiver                       |
| 7.096  | Piper PA-23                   | Vereinigte Staaten                                    | zivil       | 1952          | Leichtflugzeug                        | Apache, Aztec                   |
| 7.000  | Beechcraft King Air           | Vereinigte Staaten                                    | zivil       | 1963          | Geschäftsreiseflugzeug                | alle Serien (90, 100, 200, 350) |
| 7.000  | Polikarpow R-5                | Sowjetunion                                           | militärisch | 1928          | Mehrzweckflugzeug                     |                                 |
| 7.000  | de Havilland DH.82 Tiger Moth | Vereinigtes Königreich                                | zivil       | 1931          | Schulflugzeug                         |                                 |
| 7.000  | Mikojan-Gurewitsch MiG-19     | Sowjetunion                                           | militärisch | 1954          | Jagdflugzeug                          | inkl. Shenyang J-6              |
| 6.813  | Curtiss JN-4                  | Vereinigte Staaten                                    | zivil       | 1915          | Schulflugzeug                         | Jenny                           |
| 6.700  | Iljuschin Il-28               | Sowjetunion                                           | militärisch | 1948          | Bomber                                |                                 |
| 6.656  | Tupolew SB-2                  | Sowjetunion                                           | militärisch | 1934          | Bomber                                |                                 |
| 6.557  | Lockheed T-33                 | Vereinigte Staaten                                    | militärisch | 1948          | Schulflugzeug                         | T-Bird                          |
| 6.528  | Lawotschkin LaGG-3            | Sowjetunion                                           | militärisch | 1940          | Jagdflugzeug                          |                                 |
| 6.500  | SPAD S.VII                    | Frankreich                                            | militärisch | 1916          | Jagdflugzeug                          |                                 |
| 6.500  | Grunau Baby                   | Deutsches Reich                                       | zivil       | 1931          | Segelflugzeug                         |                                 |
| 6.399  | Jakowlew Jak-7                | Sowjetunion                                           | militärisch | 1940          | Jagdflugzeug                          |                                 |
| 6.397  | Fairchild PT-19               | Vereinigte Staaten                                    | zivil       | 1939          | Schulflugzeug                         |                                 |
| 6.321  | Cessna 310                    | Vereinigte Staaten                                    | zivil       | 1953          | Leichtflugzeug                        |                                 |
| 6.193  | Cessna 180                    | Vereinigte Staaten                                    | zivil       | 1952          | Leichtflugzeug                        |                                 |
| 6.178  | Handley Page Halifax          | Vereinigtes Königreich                                | militärisch | 1939          | Bomber                                |                                 |
| 6.166  | Iljuschin Il-10               | Sowjetunion                                           | militärisch | 1944          | Schlachtflugzeug                      |                                 |
| 5.936  | Douglas SBD                   | Vereinigte Staaten                                    | militärisch | 1938          | Bomber, Sturzkampfflugzeug            |                                 |
| 5.900  | Nakajima Ki-43                | Japan                                                 | militärisch | 1939          | Jagdflugzeug                          |                                 |
| 5.760  | Messerschmitt Bf 110          | Deutsches Reich                                       | militärisch | 1936          | Mehrzweckkampfflugzeug                |                                 |
| 5.753  | Lawotschkin La-7              | Sowjetunion                                           | militärisch | 1944          | Jagdflugzeug                          |                                 |
| 5.752  | Junkers Ju 87                 | Deutsches Reich                                       | militärisch | 1937          | Schlachtflugzeug, Sturzkampfflugzeug  | Stuka                           |
| 5.720  | Sopwith 1½ Strutter           | Vereinigtes Königreich                                | militärisch | 1915          | Bomber                                |                                 |
| 5.700  | Antonow A-1                   | Sowjetunion                                           | zivil       | 1930          | Gleitflugzeug, Schulgleiter           |                                 |
| 5.678  | Yokosuka K5Y                  | Japan                                                 | militärisch | 1933          | Schulflugzeug                         |                                 |
| 5.562  | Bristol Beaufighter           | Vereinigtes Königreich                                | militärisch | 1939          | Bomber, Jagdbomber                    |                                 |
| 5.490  | Sopwith Camel                 | Vereinigtes Königreich                                | militärisch | 1916          | Jagdflugzeug                          |                                 |
| 5.400  | Cessna T-50                   | Vereinigte Staaten                                    | zivil       | 1939          | Leichtflugzeug, Schulflugzeug         |                                 |
| 5.329  | Bristol F.2                   | Vereinigtes Königreich                                | militärisch | 1916          | Jagdflugzeug                          |                                 |
| 5.266  | Martin B-26                   | Vereinigte Staaten                                    | militärisch | 1940          | Bomber                                | Marauder                        |
| 5.260  | Stinson 108                   | Vereinigte Staaten                                    | zivil       | 1944          | Leichtflugzeug                        |                                 |
| 5.256  | Iljuschin Il-4                | Sowjetunion                                           | militärisch | 1939          | Bomber                                |                                 |
| 5.205  | Royal Aircraft Factory S.E.5  | Vereinigtes Königreich                                | militärisch | 1916          | Jagdflugzeug                          |                                 |
| 5.195  | McDonnell F-4                 | Vereinigte Staaten                                    | militärisch | 1958          | Jagdflugzeug                          | Phantom II                      |
| 5.194  | Cirrus SR22                   | Vereinigte Staaten                                    | zivil       | 2000          | Leichtflugzeug                        |                                 |
| 5.174  | Cessna 170                    | Vereinigte Staaten                                    | zivil       | 1948          | Leichtflugzeug                        |                                 |
| 5.047  | Mikojan-Gurewitsch MiG-23     | Sowjetunion                                           | militärisch | 1967          | Jagdflugzeug                          |                                 |